# Esther Pizarro
Esther Pizarro (Madrid, 1967) es una escultora española, profesora de creación artística y teoría de las artes en la Universidad Europea de Madrid.

## Biografía
Finalizó sus estudios de Bellas Artes en la Universidad Complutense de Madrid en 1990 con la especialidad de escultura. En 1995 obtuvo el título de Doctora en Bellas Artes. Durante su trayectoria profesional ha recibido numerosas becas de carácter internacional entre las que destacan la Beca Fulbright Posdoctoral (California State University, Estados Unidos, 1996), Beca de Artes Plásticas del Colegio de España en París (1999) o la Beca de Pollock-Krasner Foundation (Nueva York, Estados Unidos, 2003).

## Obras (selección)

### Escultura
- 1998: Percepciones de L.A., Topografía y Memoria.

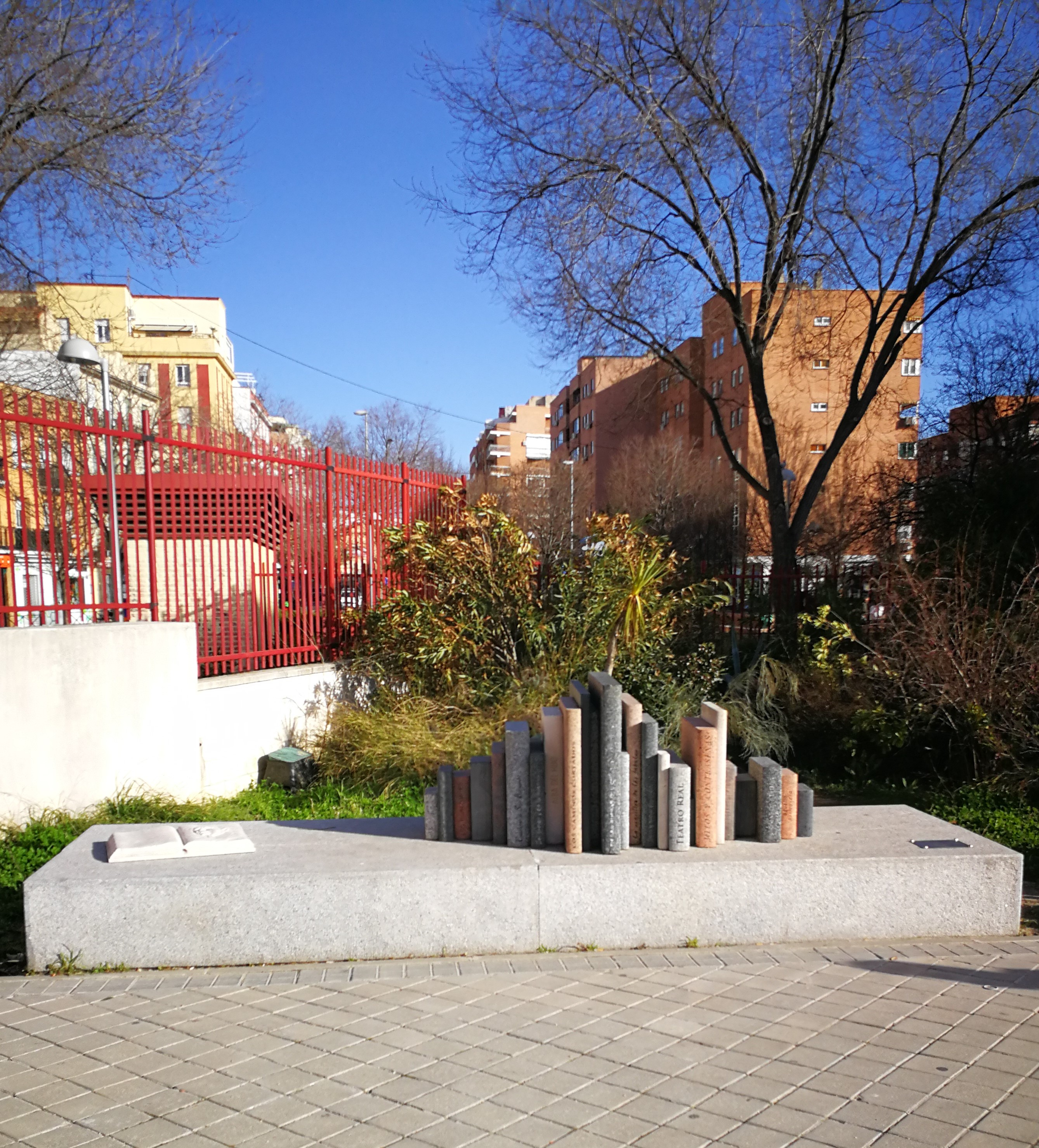
Palabras pétreas

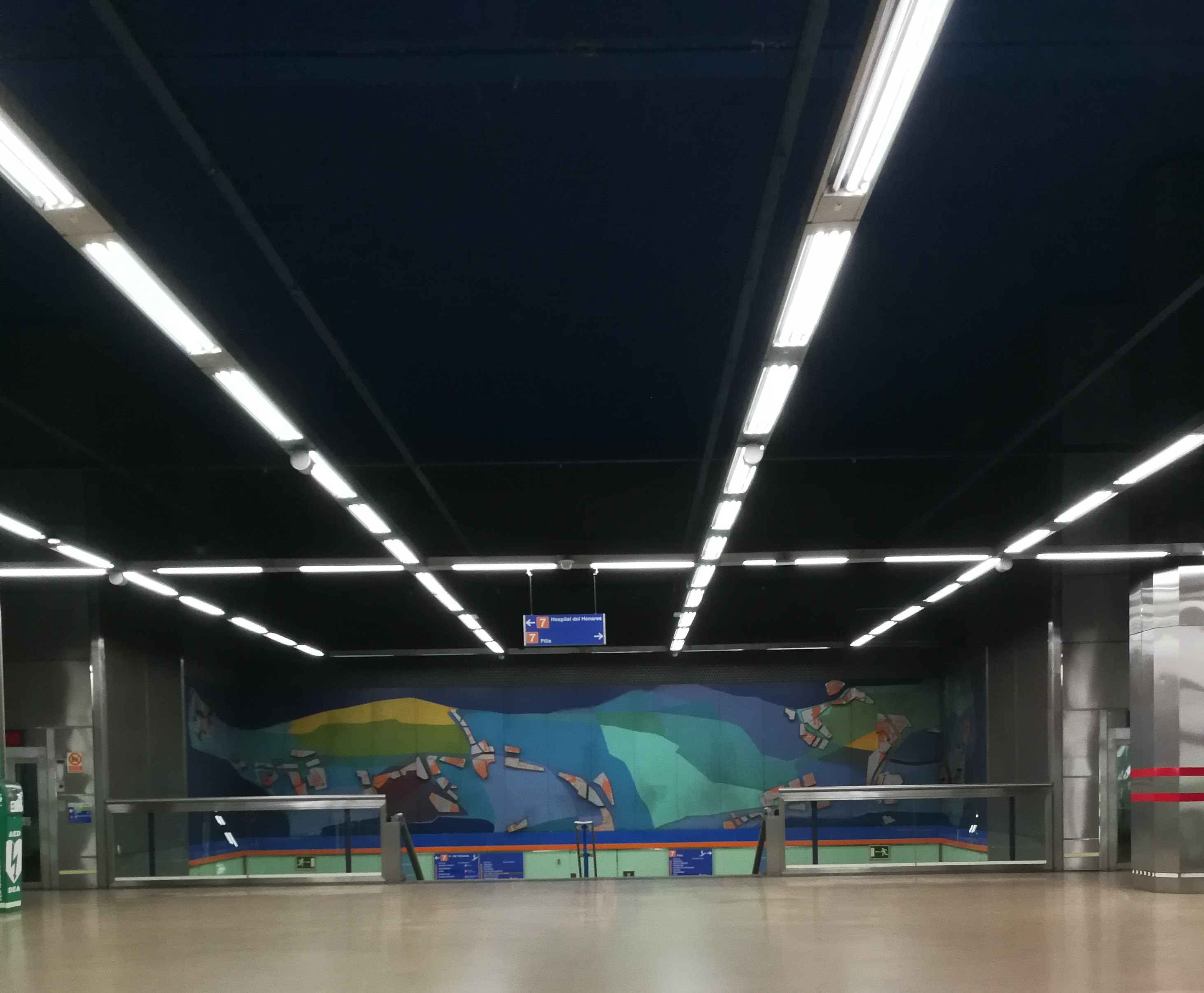
Cartografía de una época. Mural realizado por Esther Pizarro y Mónica Gener

- 2000: Construir ciudades.
- 2002: Topo+grafías[5]
- 2005: Geografías interiores.
- 2006: Paisajes corporales.
- 2007: Psicogeografías.
- 2007: Redes de contención.
- 2012: Prótesis domésticas.

### Intervenciones en espacios urbanos
- 1998: Topografía funcional. Arquitectos: Enrique Sobejana y Fuensanta Nieto. Sede Municipal de Latina (Madrid, España).
- 1999: Fragmentos de historia y paisaje. En colaboración con Mónica Gener. Estación de Metro Arganda (Madrid, España).
- 1999: Cartografía de una época. En colaboración con Mónica Gener. Estación de Metro Francos Rodríguez (Madrid, España).
- 2000: Mapa Genético. Parra (San José de Ochoa, República Dominicana).
- 2001: La memoria de la reina. Arquitectos: Beatriz Matos y Alberto Martínez Castillo. Parque Casino de la Reina, Lavapiés (Madrid, España).
- 2001: Footprints. West Lake Park (Hangzhou, China).
- 2003: Epidermis Arqueológica. Arquitectos: Enrique Sobejana y Fuensanta Nieto. Palacio de Exposiciones y Congresos (Mérida, España).
- 2005: Fuente de la palabra (temporal). IVAM (Valencia, España).
- 2006: Patrones vegetales. Arquitecto: José Luis Esteban Penelas. Parque Pradolongo (Madrid, España).
- 2008: Fósiles urbanos. Pabellón Acciona (Expo Zaragoza 2008, España).
- 2010: Jardín Urbano. Parque Dehesa del Bodal (Navas del Marqués, Ávila. España)
- 2012: Urbe Verde. Barbastro (Huesca, España).
- 2013: Palabras pétreas. Biblioteca Manuel Vázquez Montalbán (Madrid, España)[6]

### Instalaciones
- 2000: Estancias. Casa de Velázquez (Madrid, España).
- 2004: La noche oscura. Sala "Los grados". centro de la Mística (Ávila, España).
- 2005: La evanescencia de la palabra. Monasterio de Santa María la Real de Nájera (La Rioja, España).
- 2005: Cuerpos expandidos. Museo Barjola (Gijón, España).
- 2010: Piel de luz. Colaboración con Artemio Fochs (Fundación Metrópoli). Pabellón Bilbao, Guggenheim (Bilbao, España).
- 2014-2015: Un jardín Japonés. Topografías del vacío. Nave 16. Matadero Madrid (Madrid, España).

## Premios
Ha recibido diferentes premios y accésits, algunos de ellos:
- Ayuda a la Producción en Artes Plásticas 2012 de la Comunidad de Madrid
- Premio El Ojo Crítico de Radio Nacional de España
- Premio Pámpana de Oro en la LXI Exposición Nacional de Artes Plásticas de Valdepeñas en Ciudad Real
- Segundo Premio XXII Certamen Nacional de Escultura de Caja Madrid
- 2014: Certamen de Artes Plásticas 'El Brocense'[7]
- 2019: Primer Premio VISIBLES Certamen de arte y mujer de 2019, con la instalación  #NiUnaMenos.[8]